# Frankton, Indiana
Frankton är en ort i Madison County i delstaten Indiana, USA.